# Grand Prix Formule 1 van Groot-Brittannië 1979
De Grand Prix Formule 1 van Groot-Brittannië 1979 werd gehouden op 14 juli 1979 op Silverstone.

## Uitslag
| Positie | Nummer | Rijder                | Team               | Ronden | Tijd/Opgave     | Startplaats | Punten |
| ------- | ------ | --------------------- | ------------------ | ------ | --------------- | ----------- | ------ |
| 1       | 28     | Clay Regazzoni        | Williams-Ford      | 68     | 1:26:11.17      | 4           | 9      |
| 2       | 16     | René Arnoux           | Renault            | 68     | +24,28 s        | 5           | 6      |
| 3       | 4      | Jean-Pierre Jarier    | Tyrrell-Ford       | 67     | +1 Ronde        | 16          | 4      |
| 4       | 7      | John Watson           | McLaren-Ford       | 67     | +1 Ronde        | 7           | 3      |
| 5       | 11     | Jody Scheckter        | Ferrari            | 67     | +1 Ronde        | 11          | 2      |
| 6       | 25     | Jacky Ickx            | Ligier-Ford        | 67     | +1 Ronde        | 17          | 1      |
| 7       | 8      | Patrick Tambay        | McLaren-Ford       | 66     | Geen benzine    | 18          |        |
| 8       | 2      | Carlos Reutemann      | Lotus-Ford         | 66     | +2 Rondes       | 8           |        |
| 9       | 31     | Héctor Rebaque        | Lotus-Ford         | 66     | +2 Rondes       | 24          |        |
| 10      | 3      | Didier Pironi         | Tyrrell-Ford       | 66     | +2 Rondes       | 15          |        |
| 11      | 17     | Jan Lammers           | Shadow-Ford        | 65     | +3 Rondes       | 21          |        |
| 12      | 18     | Elio de Angelis       | Shadow-Ford        | 65     | +3 Rondes       | 12          |        |
| 13      | 22     | Patrick Gaillard      | Ensign-Ford        | 65     | +3 Rondes       | 23          |        |
| 14      | 12     | Gilles Villeneuve     | Ferrari            | 63     | Benzinesysteem  | 13          |        |
| NF      | 29     | Riccardo Patrese      | Arrows-Ford        | 45     | Versnellingsbak | 19          |        |
| NF      | 26     | Jacques Laffite       | Ligier-Ford        | 44     | Motor           | 10          |        |
| NF      | 20     | Keke Rosberg          | Wolf-Ford          | 44     | Benzinesysteem  | 14          |        |
| NF      | 27     | Alan Jones            | Williams-Ford      | 38     | Waterpomp       | 1           |        |
| NF      | 30     | Jochen Mass           | Arrows-Ford        | 37     | Versnellingsbak | 20          |        |
| NF      | 14     | Emerson Fittipaldi    | Fittpaldi-Ford     | 25     | Motor           | 22          |        |
| NF      | 15     | Jean-Pierre Jabouille | Renault            | 21     | Turbo           | 2           |        |
| NF      | 5      | Niki Lauda            | Brabham-Alfa Romeo | 12     | Remmen          | 6           |        |
| NF      | 1      | Mario Andretti        | Lotus-Ford         | 3      | Wiel            | 9           |        |
| NF      | 6      | Nelson Piquet         | Brabham-Alfa Romeo | 1      | Spin            | 3           |        |
| NQ      | 9      | Hans Joachim Stuck    | ATS-Ford           |        |                 |             |        |
| NQ      | 24     | Arturo Merzario       | Merzario-Ford      |        |                 |             |        |

## Wetenswaardigheden
- Het was de eerste Grand Prix-overwinning voor Williams.

## Statistieken
| Pole-position | Alan Jones     | Williams-Ford | 1:11.88 |
| Snelste ronde | Clay Regazzoni | Williams-Ford | 1:14.40 |

## Noot
- Dit was de tweehonderdvijftigste Grand Prix-start voor een Italiaanse coureur.
- Eerste pole position voor Alan Jones.
- Dit was de vijfentwintigste podiumplaats en vijfde Grand Prix-winst voor Clay Regazzoni.

1926 · 1927 · 1948 · 1949 · 1950 · 1951 · 1952 · 1953 · 1954 · 1955 · 1956 · 1957 · 1958 · 1959 · 1960 · 1961 · 1962 · 1963 · 1964 · 1965 · 1966 · 1967 · 1968 · 1969 · 1970 · 1971 · 1972 · 1973 · 1974 · 1975 · 1976 · 1977 · 1978 · 1979 · 1980 · 1981 · 1982 · 1983 · 1984 · 1985 · 1986 · 1987 · 1988 · 1989 · 1990 · 1991 · 1992 · 1993 · 1994 · 1995 · 1996 · 1997 · 1998 · 1999 · 2000 · 2001 · 2002 · 2003 · 2004 · 2005 · 2006 · 2007 · 2008 · 2009 · 2010 · 2011 · 2012 · 2013 · 2014 · 2015 · 2016 · 2017 · 2018 · 2019 · 2020 · 2021 · 2022 · 2023 · 2024 · 2025 · 2026 · 2027 · 2028 · 2029 · 2030 · 2031 · 2032 · 2033 · 2034